# Farbror Frej (EP)
Farbror Frej är en EP från 1989 av Galenskaparna och After Shave.
Låtarna förekom i tv-serien En himla många program från samma år.
Singeln innehöll Farbror Frej-inslagen från TV-serien.
Varje inslag varar 18 sekunder vilket lämnar sida 2 ograverad. 

## Låtförteckning
1. Papperstuss
2. Tandkrämstub
3. Två pennor
4. En rostbiff
5. Två strumpor
6. En daggmask
7. Ett finger
8. En bit lakrits
9. En påse pulver
10. En boll och en mejsel !
11. Fickludd
12. En klubba
13. Spikar och knappar
14. En räkning
15. En tråd och en trasa

## Produktion
- Texter och musik: Claes Eriksson
- Farbror Frej: Anders Eriksson
- Övriga medverkande: Den ofattbara orkestern